# 张京业
张京业（？—？），山东历城（山东济南）人，是一名清朝政治人物。
张京业曾于1805年接替苏昌阿任上海县知县一职，1807年由苏佚名接任。